# Nina Ricci

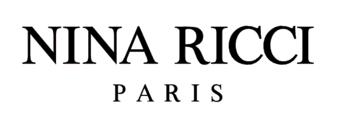
Logo

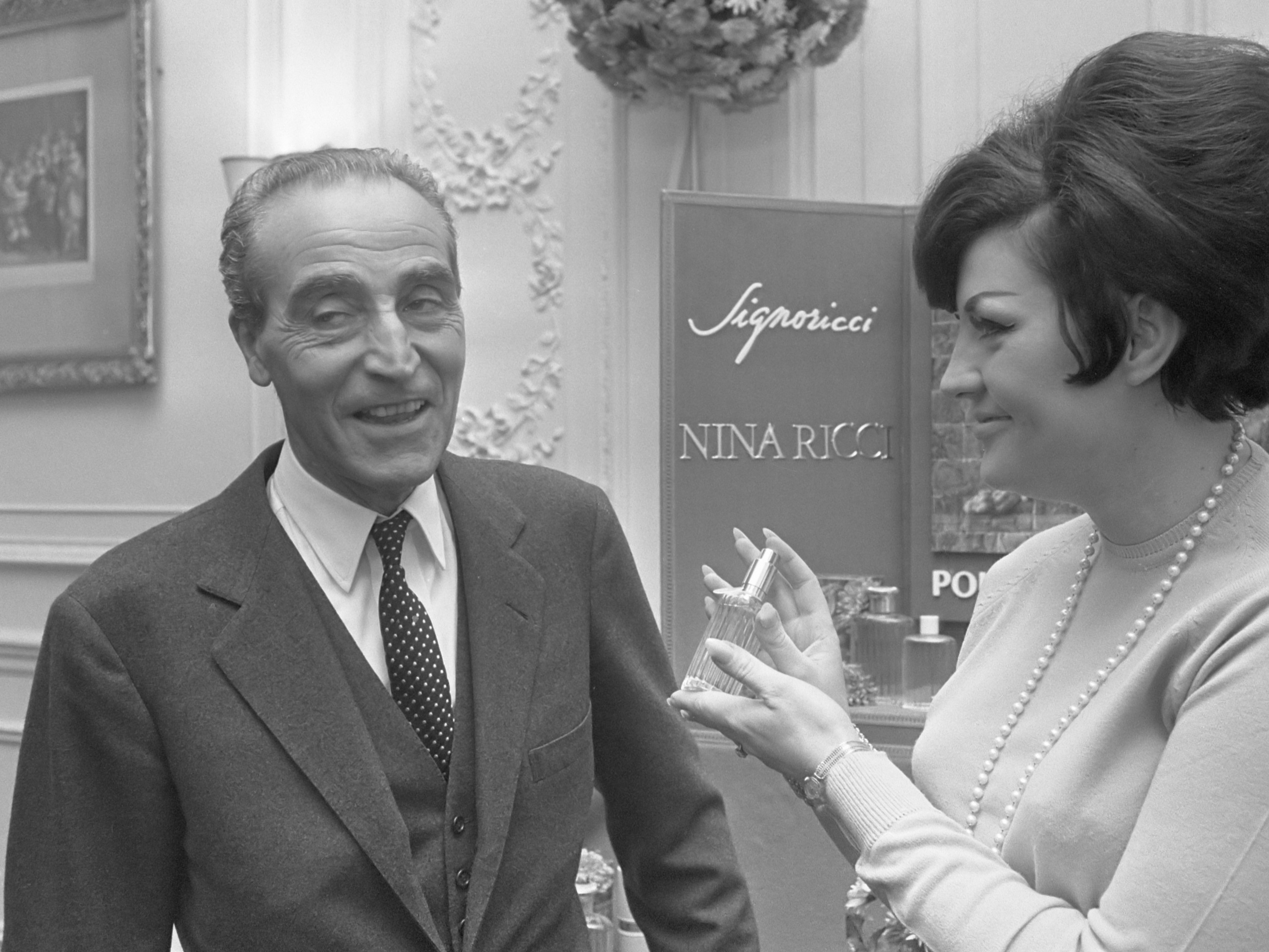
Sohn Robert Ricci 1966

Nina Ricci (* 14. Januar 1883 in Turin als Maria Adélaide Nielli; † 29. November 1970 in Paris, beigesetzt in Courances bei Milly-la-Forêt) war eine italienisch-französische Couturière. Sie gründete 1932 ihr Unternehmen Nina Ricci Sàrl. Seit 1998 ist es im Besitz des spanischen Parfüm- und Modekonzerns Puig S.L.

## Leben
Maria Adélaide Nielli war 1895 im Alter von 12 Jahren mit ihrer Familie über Monaco nach Frankreich eingewandert und begann in Paris eine Schneiderlehre. 1904 heiratete sie den Juwelier Luigi Ricci, mit dem sie den Sohn Robert (1905–1988) hatte. Ab 1908 war Maria Ricci, die von ihrem Umfeld Nina genannt wurde, zwei Jahrzehnte lang Modedesignerin im Modehaus Raffin. Für ihr eigenes Unternehmen in Paris, das sie mit finanzieller Unterstützung ihres Mannes in der Rue des Capucines unweit der Place Vendôme etablierte, entwarf sie luxuriöse Haute Couture Gewänder im romantischen, betont femininen Stil aus leichten, eleganten Stoffen, oftmals mit aufwändigen Verzierungen und Stickereien. Die hochpreisige Mode von Nina Ricci, die von ihr bevorzugt am Modell drapiert wurde, erfreute sich in Frankreich bei der wohlhabenden Gesellschaft großer Beliebtheit und war selbst in den Jahren unmittelbar nach der Weltwirtschaftskrise kommerziell sehr erfolgreich. Ende der 1930er Jahre beschäftigte Nina Ricci bereits um die 500 Mitarbeiter. Auch während der Kriegsjahre wurde der Betrieb fortgeführt.

### Robert Ricci
Nach Ende des Zweiten Weltkrieges wurde Nina Riccis Sohn Robert Ricci Geschäftsführer. Im Bereich Prêt-à-porter wurde bereits ab 1946 der US-amerikanische Markt erschlossen. Das Unternehmen erzielte in Folge durch die Teilnahme an einer Modeschau von Pariser Couturiers im Louvre-Museum, an der unter anderem auch Balenciaga teilnahm, seinen internationalen Durchbruch. Es folgten zusammen mit anderen französischen Designern Ausstellungen in Europa und den USA, der Aufstieg zum heutigen internationalen Modekonzern hatte begonnen. Ende der 1950er Jahre zog sich Nina Ricci aus der aktiven Tätigkeit zurück; sie verstarb 1970 im Alter von 87 Jahren. 1988 verstarb Robert Ricci im Alter von 83 Jahren. Sein Schwiegersohn, Gilles Fuchs, übernahm daraufhin die Leitung des Unternehmens.

## Parfüm
1946 kreierte Robert Ricci das erste Parfüm Coeur Joie. Zwei Jahre später folgte ein moderner Duft L’Air du Temps in Zusammenarbeit mit dem Parfümeur Francis Fabron. Dieses Parfüm, abgefüllt in Flakons nach einem Entwurf von Marc Lalique, Sohn von René Lalique, wurde zum bis heute bekanntesten und meistverkauften Duft des Unternehmens. 1952 wurde der Damenduft Fille d’Eve lanciert. In den 1960er und 1970er Jahren präsentierte das Unternehmen zahlreiche Parfüms, darunter die Damendüfte Capricci (1961), Mademoiselle Ricci (1967), Bigarade (1971), Farouche (1974) sowie die Herrendüfte Signoricci (1967) und Signoricci 2 (1976).
Zu den neuen Parfüm-Lancierungen gehörten unter anderem Fleur de Fleurs (1980), Nina (1987), Deci Delà (1994), die Duftserie Les Belles de Ricci (1996) und die Herrendüfte Philéas (1984) und Ricci Club (1989).
2010 entwarf der Produktdesigner Philippe Starck eine abstrakte Variante des L’Air du Temps Flakons. Von den klassischen Parfüms behielt Puig L’Air du Temps (und Variationen) im Sortiment und fasste weitere – Cœur Joie, Fille d’Eve, Capricci und Farouche – in hochpreisigen Lalique-Flakons in einer Prestige-Kollektion zusammen. In der Folge wurden alle NR-Herrenparfüms eingestellt, die Damenparfüms Nina (2006) sowie Mademoiselle Ricci (2012) neu aufgelegt und die Düfte Premier Jour (2001 und spätere Variationen), Love in Paris (2004 und spätere Variationen), Ricci Ricci (2009), L'Extase (2015 und spätere Variationen) sowie Luna (2016 und spätere Variationen) auf den Markt gebracht.

## Unternehmensgeschichte
Robert Ricci beschäftigte ab 1950 einen Mittäter des Holocaust, den Franzosen Jean Leguay, der sich im Juli 1942 am Rafle du Vélodrome d’Hiver beteiligt hatte, als US-Generaldirektor. Dieser amtierte bis 1957. Das Unternehmen ernannte 1959 den Belgier Jules-Francois Crahay (1917–1988), der seit 1952 im Unternehmen arbeitete, zum neuen Chefdesigner. Crahays Entwürfe bescherten dem Haus Nina Ricci international einen überwältigenden Erfolg. Die erste Prêt-à-porter-Linie von Nina Ricci, genannt Mademoiselle Ricci, wurde 1962 noch unter Crahay zunächst für den US-amerikanischen Markt lanciert und 1966 in Nina Ricci umbenannt. Als Crahay 1963 zum Haus Lanvin wechselte, kam Gerard Pipart († 2013) als neuer Entwurfsleiter und blieb über drei Jahrzehnte. 
1979 wurde der Firmensitz mit dazugehörigem Flagshipstore für Prêt-à-porter-Mode in die elegante Avenue Montaigne von Paris verlegt, wo sich beides bis heute befindet. Über Dreiviertel der Umsätze wurden in dieser Zeit mit der Parfümsparte erzielt. 1986 wurde die Herrenmodekollektion Ricci Club ins Leben gerufen, unter deren Namen 1989 auch Herrenparfüm erschien. Im Laufe der Jahre wurden auch Uniformen für Flugbegleiter, bspw. für Air France oder KLM Royal Dutch Airlines, von Nina Ricci entworfen.
1998 hat der neue Inhaber, die Puig Beauty & Fashion Group die Haute Couture Sparte des Hauses Nina Ricci geschlossen. Unter der Leitung von Puig wurden 1998 bzw. 2001 die Designer Nathalie Gervais und Massimo Giussani für die Prêt-à-porter-Mode bei Nina Ricci angestellt; sie verließen das Haus 2001 bzw. 2002. Gervais hatte die Marke Nina Ricci mit eleganten Designs jedoch wieder als angesagte Pariser Luxusmodemarke etabliert.
Im Mai 2002 übernahm der US-Amerikaner James Aguiar die Chefdesigner-Position bei Nina Ricci. Er wurde jedoch schon im April 2003 abgelöst durch den Schweden Lars Nilsson. Da dessen Entwürfe, die kommerziell erfolgreich waren, bei den Kritikern wenig Anklang fanden, führte seit November 2006 der Belgier Olivier Theyskens, der zuvor bei Rochas gearbeitet hatte, das Design des Hauses Ricci. Theyskens Entwürde wurden von der Presse hoch gelobt, waren jedoch kommerziell nicht erfolgreich. Im März 2009 trennte sich Theyskens noch vor Ablauf seines Vertrages von dem Unternehmen, um sich wieder seinem eigenen Modelabel zu widmen. Seither wurde die Accessoires-Sparte des Hauses ausgebaut. Die Herrenmode des Hauses ist als Lizenz vergeben. 
Von April 2009 bis Oktober 2014 war der Brite Peter Copping, ein ehemaliger Christian Lacroix, Sonia Rykiel und Louis Vuitton Designer der künstlerische Direktor des Hauses Nina Ricci.
2013 wurde unter dem Namen Nina Ricci Maison in Zusammenarbeit mit der französischen Vanderschooten-Gruppe eine Heimeinrichtungs-Serie samt Bettwäsche und Handtüchern aufgelegt. Auf Copping folgte der ehemalige Carven-Designer Guillaume Henry. Im März 2018 verlängerte Puig Henrys Dreijahresvertrag nicht. Die Entwürfe wurden in der Folge von einem hauseigenen Designteam übernommen. Von August 2018 bis Januar 2022 standen Rushemy Botter und Lisi Herrebrugh an der kreativen Spitze des Unternehmens. Die Damenmode von Nina Ricci wird zweimal jährlich bei den Pariser Modewochen auf dem Laufsteg präsentiert.

### Besitzverhältnisse
Nach dem Tod von Robert Ricci wehrten sich die Inhaber des unabhängigen Familien-Unternehmens, die Familien um Gilles Fuchs, Schwiegersohn von Robert Ricci, und Wladimir de Kousmine (Partner von Robert Ricci seit 1953), gegen eine Übernahme durch Sanofi. 1988 wechselten jedoch 38 % der Anteile am Unternehmen Nina Ricci an das französische Pharma-Unternehmen Sanofi – damals eine Tochtergesellschaft des staatlichen Ölkonzerns Elf Aquitaine. Diese Beteiligung wuchs bis 1998 auf 56,7 % an.
1998 übernahm die spanische Puig Beauty & Fashion Group, zu der inzwischen neben dem Kosmetikhersteller Payot und den Modemarken Paco Rabanne und Carolina Herrera auch die Parfümsparten der Modemarken Comme des Garçons, Prada, Massimo Dutti, Zara und Mango gehören, den Sanofi-Anteil an Nina Ricci. Puig hatte gleichzeitig die Anteile der übrigen Anteilseigner am Unternehmen Nina Ricci gekauft und ist seither alleiniger Inhaber des Unternehmens.